# Adiantum dolosum
Adiantum dolosum là một loài dương xỉ trong họ Pteridaceae. Loài này được Kunze mô tả khoa học đầu tiên năm 1848.

## Hình ảnh

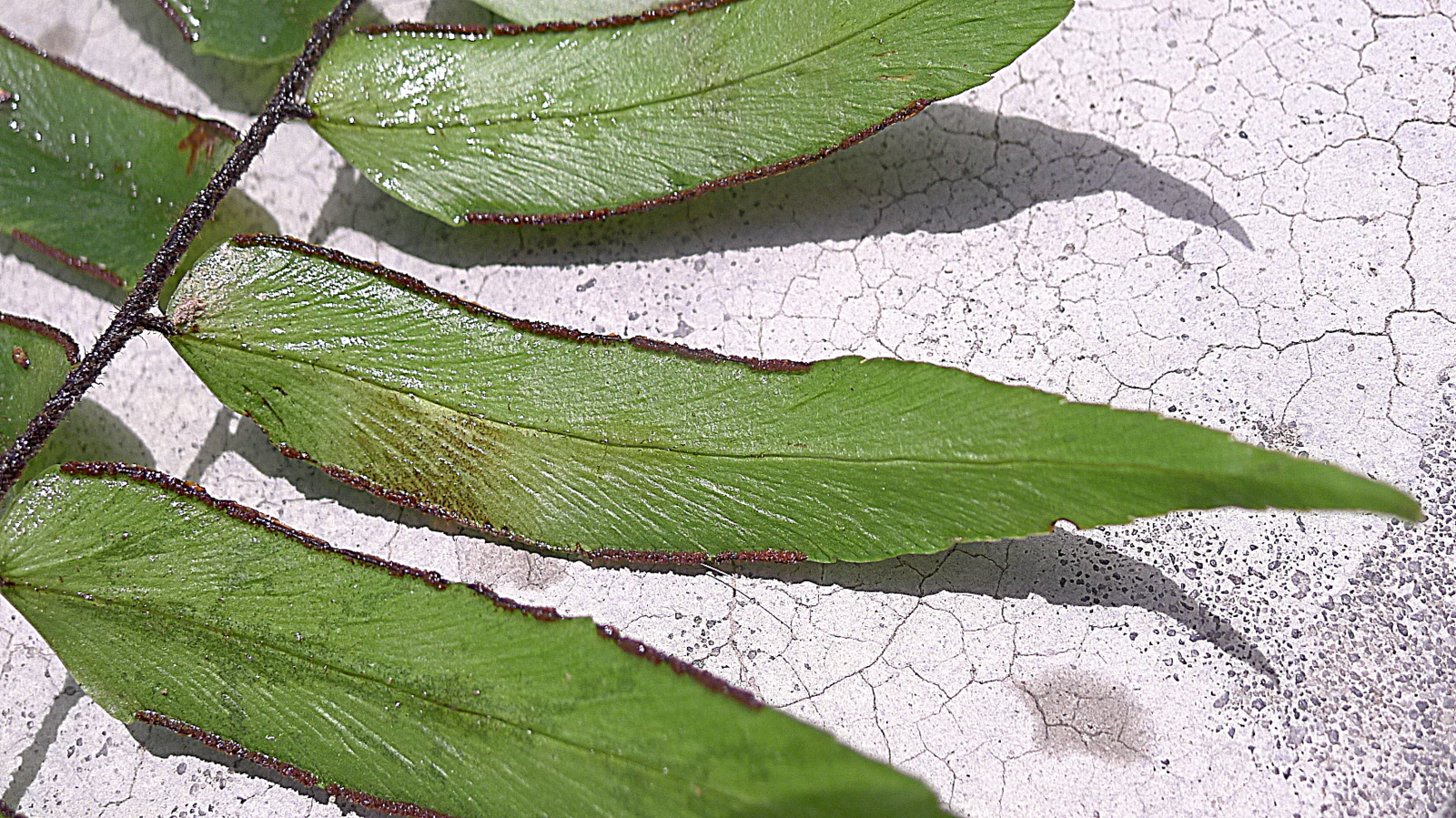
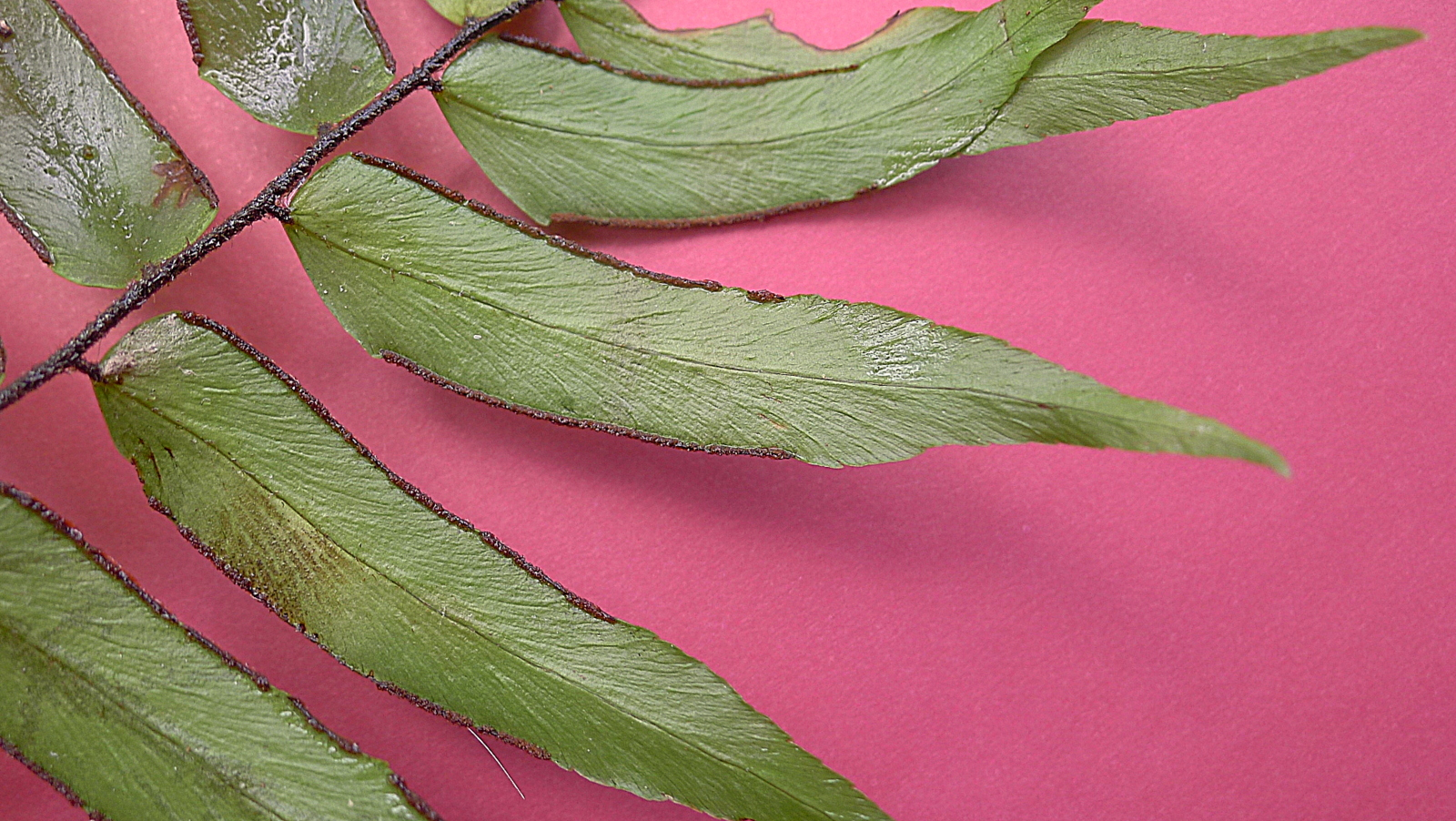
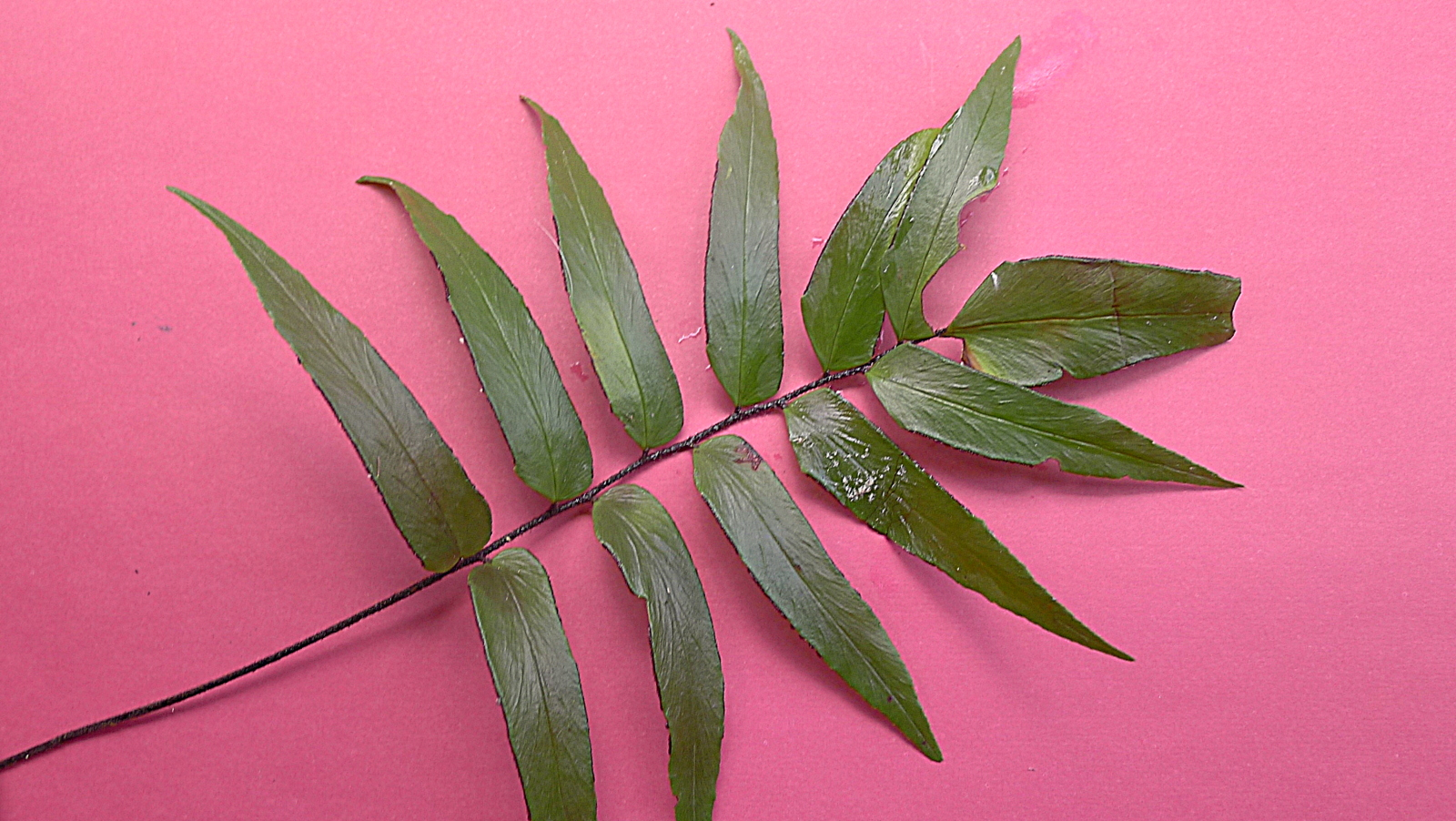
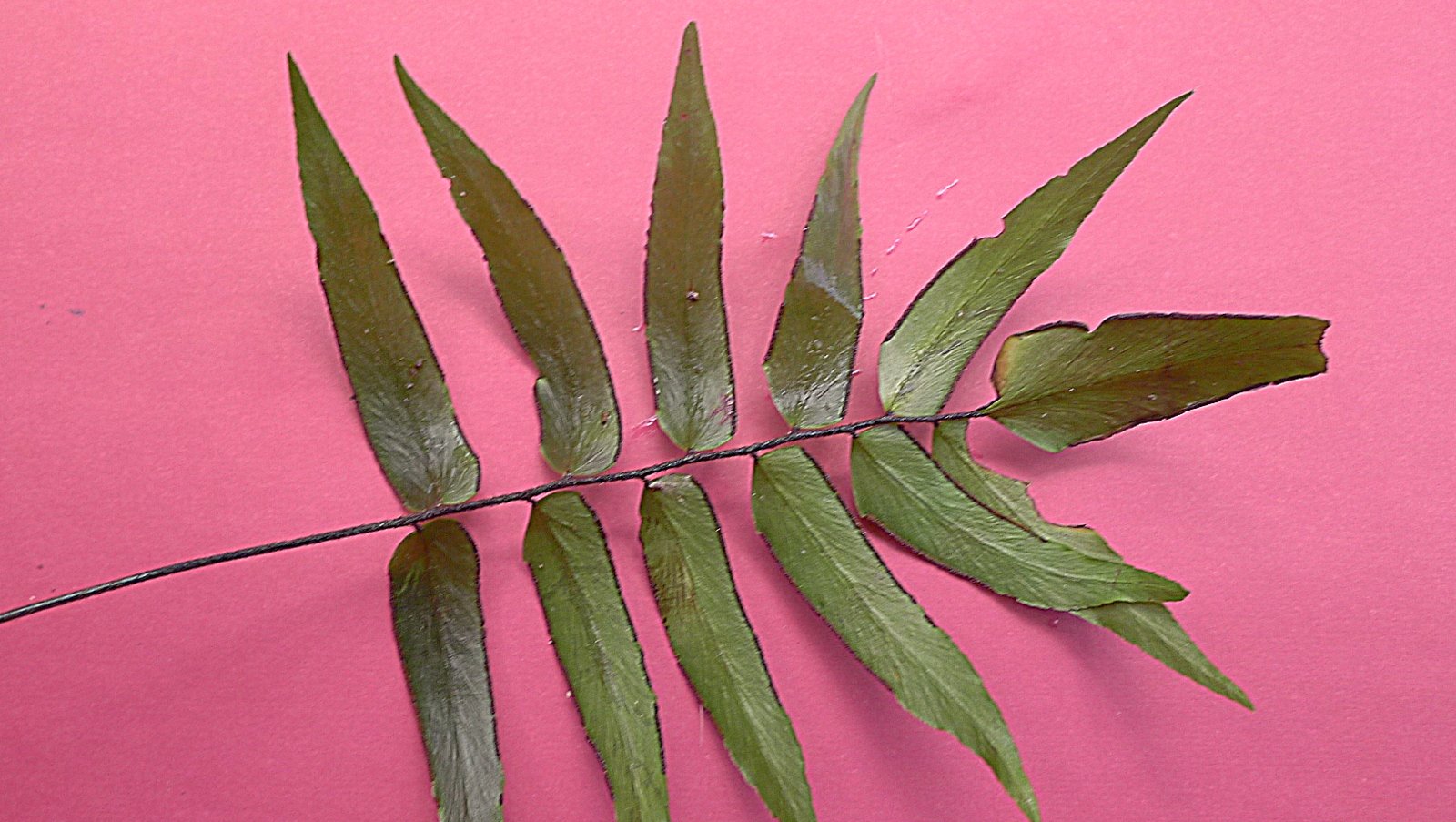